# Paris-Roubaix 1913
La 18e édition de la course cycliste Paris-Roubaix a eu lieu le 23 mars 1913 et a été remportée par le Luxembourgeois François Faber.

## Classement final
|    | Cycliste           | Pays       | Équipe         | Temps |
| -- | ------------------ | ---------- | -------------- | ----- |
| 1  | François Faber     | Luxembourg | Peugeot-Wolber |       |
| 2  | Charles Deruyter   | Belgique   | Peugeot-Wolber |       |
| 3  | Charles Crupelandt | France     | La Française   |       |
| 4  | Louis Mottiat      | Belgique   | Alcyon         |       |
| 5  | Louis Luguet       | France     | Automoto       |       |
| 6  | Joseph van Daele   | Belgique   | JB Louvet      |       |
| 7  | Jules Masselis     | Belgique   | Alcyon         |       |
| 8  | Georges Passerieu  | France     | Automoto       |       |
| 9  | Auguste Benoit     | Belgique   | La Française   |       |
| 10 | André Blaise       | Belgique   | Alcyon         |       |